# Lennart Johansson (fotbollsspelare, 1935–2005)
Olof Lennart Johansson, född 12 oktober 1935 i Partille församling, död 27 november 2005 i Kungälv, var en svensk fotbollsspelare (anfallare) som spelade för Gais säsongerna 1957/1958 till 1960.
Johansson kom 1958 till Gais från Jonsereds IF, där han spelade med sin bror, Elof Johansson. Trots att han var kraftig var han ingen centertank, utan mer av den spelande typen. Han var Jonsereds främste målgörare när han värvades till Gais, men gjorde ingen större lycka och lämnade Gais mitt under säsongen 1960. Sammanlagt blev det 37 matcher (5 mål) för Johansson i Gais. Han återvände sedan till Jonsereds IF.